# Sophie Ramsay
Sophie Ramsay, es un personaje ficticio de la serie de televisión australiana Neighbours, interpretado por la actriz Kaiya Jones del 18 de mayo de 2009, hasta el 29 de marzo de 2013. El 7 de abril de 2014 Kaiya regresó a la serie y se fue nuevamente el 8 de abril del mismo año.

## Antecedentes
Sophie es la hija menor de Jill Ramsay y Patrick Mooney y hermana menor de Kate Ramsay y Harry Ramsay. Junto a sus hermanos llegaron por primera vez a Erinsborough luego de la muerte de su madre.
Es muy buena amiga de Callum Jones.

## Biografía
Sophie presenció la muerte de su madre lo que la dejó traumatizada y solo podía comunicarse por medio de su diario, sin embargo con la ayuda de su prima Elle, recordó que su madre tuvo la culpa del accidente y su tío Paul Robinson, fue liberado de todos los cargos. 
Poco después Lou Carpenter se mudó con ellos y se convirtió en su tutor legal, más tarde su hermana, Kate Ramsay obtiene la tutoría de sus hermanos. Sin embargo en el 2012 después de que Sophie tuviera un enfrentamiento con Kate al sentir que la había traicionado Sophie le pide que deje de ser su guardiana y que se mude de la casa, Kate acepta y Paul se convierte en el tutor legal de Sophie. Ese mismo año salió brevemente con Corey O'Donahue, sin embargo la relación terminó cuando Corey descubrió que Sophie solo lo estaba usando para que su primo Andrew Robinson se convirtiera en el mánager de la banda Red Cotton, donde el hermano de Corey es miembro.
Sophie decidió irse de Erinsborough en marzo del 2013 para asistir a la escuela de artes escénicas de Newtown. 
Un año después Sophie regresó a Erinsborough en el 2014 para asistir al cumpleaños de Kate y cuando su hermana se compromete con Mark Brennan queda encantada. Sin embargo su felicidad es corta cuando unos minutos después Kate recibe un disparo y es llevada inmediatamente al hospital donde muere, lo que deja a Sophie, Paul y Mark devastados. Después de asistir al funeral de su hermana Sophie decide regresar a Newtown.